# Parques biblioteca
Parques Biblioteca es un término que se utilizó por primera vez en Medellín, Colombia para designar un complejo urbanístico que está formado por uno o más edificios y se encuentran rodeados de áreas verdes, en cercanía a calles o avenidas. Son una propuesta de la alcaldía de Medellín, gestionada por la secretaría de cultura ciudadana. Este proyecto es administrado por la Biblioteca Pública Piloto y se beneficia de la colaboración de las cajas de compensación familiar Comfama y Comfenalco Antioquia, que integran la participación de la comunidad a través del Pacto Ciudadano, enfocado en el cuidado y la apropiación de estos espacios.
La expansión de la población, la transformación de las formas de uso del espacio urbano y la aparición de problemáticas asociadas, entre las que se incluye el abandono estatal en ciertas áreas, despertó el interés y la preocupación de diversas administraciones por recuperar el espacio público para la ciudadanía. Este espacio, que debería ser un lugar de encuentro, conexión entre barrios y comunas, y un ámbito para la discusión pública y la interacción social, fue invadido por actividades delictivas. En un esfuerzo por redefinir el concepto de espacio público, la administración pública de Medellín introdujo el urbanismo social.
En el ámbito colombiano, el urbanismo social se configura como una respuesta relevante ante el abandono estatal que han sufrido diversas localidades a lo largo de la historia. Aunque no se puede considerar una solución definitiva, dado que los problemas que enfrenta el país son profundos, esta iniciativa puede servir como un modelo para el desarrollo de políticas de intervención que trasciendan los diferentes periodos de gobierno.
Actualmente, los parques biblioteca se han consolidado como un símbolo representativo de Medellín. En estos espacios, la idea de lo público remite a la época en que los parques eran lugares de debate, organización de eventos culturales y encuentros familiares, así como de conexión entre territorios. Además, se resignifica lo público como un espacio o producto que puede ser de calidad, sin reconocer divisiones sociales.
La popularidad de los parques biblioteca en Colombia y su éxito en la mejora de las condiciones de los barrios periféricos de las ciudades ha contribuido a difundir la idea en otros países de América Latina. Cabe destacar que el Parque Biblioteca Manguinhos de Río de Janeiro se inspiró en los parques biblioteca de Colombia.

## Concepto
En Medellín, los parques bibliotecas representan una red de centros culturales ubicados en zonas de escasos recursos. Su finalidad es ofrecer una serie de servicios sociales y educativos, facilitar el desarrollo urbano y optimizar la calidad de vida de los ciudadanos. Esta iniciativa del gobierno municipal se originó con la idea de construir cinco parques en 2007, y actualmente se han implementado once.
En términos físicos, estos centros culturales están formados por uno o más edificios emblemáticos, a menudo diseñados por arquitectos contemporáneos de prestigio, y se encuentran rodeados de áreas verdes, en cercanía a calles o avenidas. Al estar situados en entornos con alta vulnerabilidad social, buscan transformar la imagen de los barrios en los que se insertan, dignificando las condiciones de vida de sus habitantes y usuarios. En este contexto, son un ejemplo relevante de la estrategia de «acupuntura urbana» en la actualidad. Desde esta óptica, la iniciativa pretende generar un ciclo virtuoso en los ámbitos urbano y social, desencadenando procesos de educación, cultura e integración. 

## Historia

### Antecedentes
La expansión de la población, la transformación de las formas de uso del espacio urbano y la aparición de problemáticas asociadas, entre las que se incluye el abandono estatal en ciertas áreas, despertó el interés y la preocupación de diversas administraciones por recuperar el espacio público para la ciudadanía. Este espacio, que debería ser un lugar de encuentro, conexión entre barrios y comunas, y un ámbito para la discusión pública y la interacción social, fue invadido por actividades delictivas. En un esfuerzo por redefinir el concepto de espacio público, la administración pública de Medellín introdujo el urbanismo social.
El concepto de urbanismo social es un fenómeno reciente que ha adquirido importancia en el discurso y las políticas de intervención social implementadas durante las administraciones de Sergio Fajardo (2004-2007) y Alonso Salazar (2008-2011). Según Quinchía, «el urbanismo social aparece en un primer momento como un rótulo que engloba, de una parte, intervenciones urbanas en territorios con los cuales el Estado tiene una deuda social acumulada y, de otra, intervenciones para generar espacio público de calidad».
La aparición del urbanismo social no se debe a un incremento en la investigación, ni se configura como una corriente de pensamiento. Este enfoque fue concebido a partir de las problemáticas específicas de Medellín, la deuda histórica con las comunidades, y la necesidad de resignificar el espacio, así como de fomentar el disfrute y la presencia de lo público.
A través de los diferentes programas y proyectos que forman parte de los planes de desarrollo de Medellín, se pudo constatar el impacto del enfoque de urbanismo social. Este enfoque promovió en esta ciudad la inclusión de amplias zonas de la ciudad que hasta ese momento habían estado excluidas del desarrollo, dignificando los espacios y lugares donde residen las personas más empobrecidas. Este impacto se ha alcanzado al dirigir «ha propiciado en Medellín la inclusión de amplias zonas de la ciudad hasta ahora marginadas del desarrollo y ha dignificado los espacios y lugares que habitan los más pobres».
En relación con su aplicación, los proyectos implementados fueron identificados como Proyectos Urbanos Integrales —PUI—, los cuales se definen como modelos de intervención urbana que buscan elevar la calidad de vida de los residentes de una zona específica (EDU, 2006). Los más destacados incluyen: los parques bibliotecas, los colegios de calidad, el plan del centro, el plan del poblado, los proyectos del nuevo norte y otros proyectos urbanos integrales.
En definitiva, al abordar el concepto de urbanismo social, es imprescindible considerar las circunstancias específicas que hicieron posible su desarrollo. Si bien este enfoque puede ser utilizado en diversos territorios, como ciudades y departamentos, es vital realizar un análisis previo de las condiciones locales, cuestionar el estado del espacio público y reflexionar sobre cómo se puede aplicar para mejorar dicha situación.
Para ofrecer un contexto más claro sobre esta noción, el capítulo siguiente se centra en la discusión de dos proyectos estratégicos que, aunque son similares y fueron ideados por el mismo gobernante, se desarrollan en niveles de gobierno distintos y han generado resultados opuestos: los parques biblioteca en Medellín y los parques educativos en Antioquia.

### Parques biblioteca y Parques educativos
Si bien los resultados son dispares, los proyectos de parques biblioteca y parques educativos fueron propuestos con la intención de reconsiderar el espacio público y su funcionalidad. En estos espacios, se facilitaría el acceso a la cultura, la literatura y el arte, además de permitir la discusión de asuntos públicos, ofrecer un lugar para el ocio y el disfrute, y proporcionar un ambiente adecuado para la lectura y el estudio, entre otras actividades.
No obstante, a pesar de que ambos proyectos estratégicos fueron planificados con la consideración de la necesidad de espacios que cumplan con las características mencionadas, y se anticipaba un impacto similar en sus territorios, los resultados han sido objeto de críticas por parte de diversos sectores políticos y sociales.
Los parques biblioteca fueron concebidos en el marco del Plan de desarrollo de Medellín para el periodo 2004-2007. Su meta principal fue dotar a la ciudad de espacios públicos de calidad que ofrezcan funciones culturales, recreativas, educativas, de esparcimiento, formación y apoyo a las comunidades más desfavorecidas.
Concebido como un proyecto estratégico para la ciudad, las bibliotecas se sitúan en la línea estratégica 3 del Plan de Desarrollo 2004-2007 de Medellín, titulado Medellín, un espacio para el encuentro ciudadano. En este contexto, se proponía «Convertir las bibliotecas de nivel barrial y zonal, en centros culturales y comunitarios, cuya localización se hará en centralidades, que, complementadas con equipamientos de menor escala, servirán como dinamizadores de las actividades barriales, a partir de proyectos estratégicos territoriales».
Los proyectos de inversión mencionados incluían, de manera específica, la edificación de nuevas bibliotecas, la adecuación de las bibliotecas que ya existían al momento de la redacción del plan, así como la recuperación y gestión de edificios culturales.
Dentro del Plan de Desarrollo de Antioquia 2012-2015, que lleva por nombre Antioquia la más educada, se propusieron los parques educativos. Según lo estipulado en el plan, estos parques tendrían la función de dinamizar la educación y operar como centros educativos en diversas localidades del departamento, atendiendo a las fortalezas y necesidades particulares de cada región.
En una fase inicial, se formularon con el objetivo de facilitar el desarrollo educativo y cultural en las diferentes subregiones del departamento, así como de mejorar la calidad de la educación, la formación de los docentes y de aumentar las oportunidades de acceso y permanencia en el sistema educativo.
En este ámbito, uno de los grandes beneficios que se derivarían de la construcción de estos parques sería la posibilidad de fomentar un espacio para el programa Escuela de maestras, maestros y directivos. De acuerdo con el plan de desarrollo, esto brindaría «oportunidades para el desarrollo profesional de los docentes y directivos docentes que se encuentran en servicio en el departamento de Antioquia».
En resumen, se puede notar que ambos proyectos estratégicos contienen elementos que son comparables: la atención a la necesidad de espacios públicos y a problemáticas específicas que inciden en el acceso a la educación, el arte y la cultura, entre otros.

### Plan de Desarrollo 2004-2007
En el marco del Plan de Desarrollo 2004-2007, la alcaldía de Medellín ejecutó el proyecto estratégico Parques Biblioteca, cuyo objetivo es dotar a la ciudad de espacios públicos de calidad que desempeñen funciones culturales, recreativas, educativas, de esparcimiento, formación y apoyo a las comunidades más desfavorecidas. En este sentido de reequilibrio social y territorial, se contempló la construcción de cinco parques biblioteca en comunas con limitaciones económicas.
La estrategia de la alcaldía de Medellín consiste en establecer una red de centros culturales. Los parques biblioteca se forman por uno o varios edificios significativos, rodeados de áreas verdes y con una adecuada integración en el tejido urbano. 

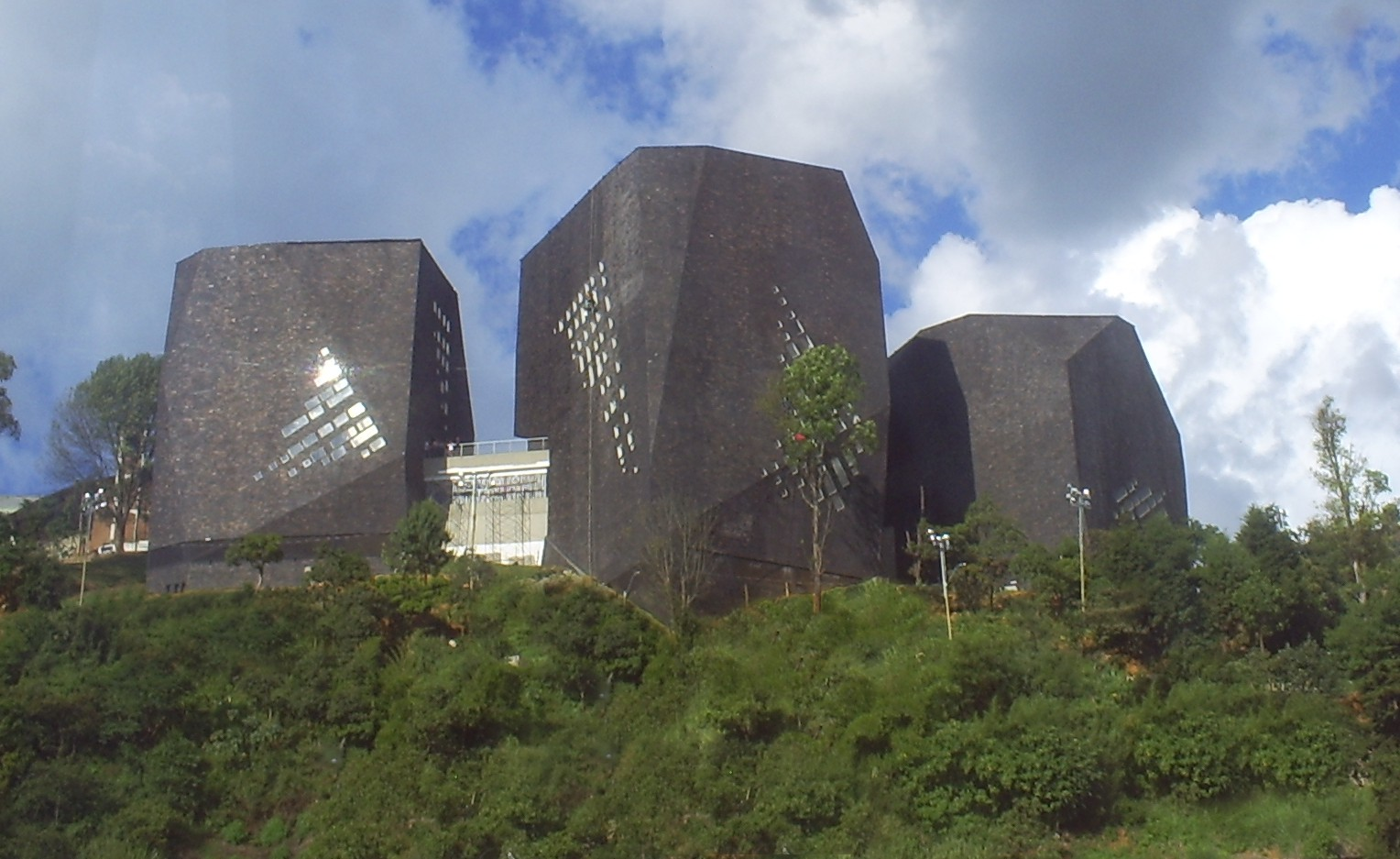
Aspecto exterior del Parque Biblioteca España.

El proyecto se fundamenta en la transformación de la mentalidad de las comunidades más desfavorecidas, buscando mejorar su entorno físico y cultural. Se pretende actuar como un motor de renovación, evolución y cambio, fortaleciendo el orgullo citadino y el sentido de pertenencia de sus habitantes. Asimismo, se ofrecen alternativas tecnológicas de vanguardia para el entretenimiento, el descanso, la conectividad, la educación y la ilustración. Los parques biblioteca, reconocidos por su distinción, belleza y contribución al desarrollo significativo, se posicionan como referentes urbanos y arquitectónicos, guiados por el lema: «lo mejor para los más necesitados». Estos espacios brindan ambientes interiores adecuados para el estudio y la ilustración, así como espacios públicos exteriores que facilitan la interacción comunitaria a través de actividades lúdicas y recreativas.
Estos espacios están estratégicamente situados en las áreas más necesitadas de Medellín y fueron diseñados para llevar a cabo distintos programas sociales, culturales y educativos, con el objetivo de mejorar la calidad de vida de los ciudadanos. A través de estas instalaciones, se busca promover una cultura ciudadana, fomentar la inclusión social y asegurar el acceso a información pertinente y a una educación de calidad.

## Estructuras

### San Javier

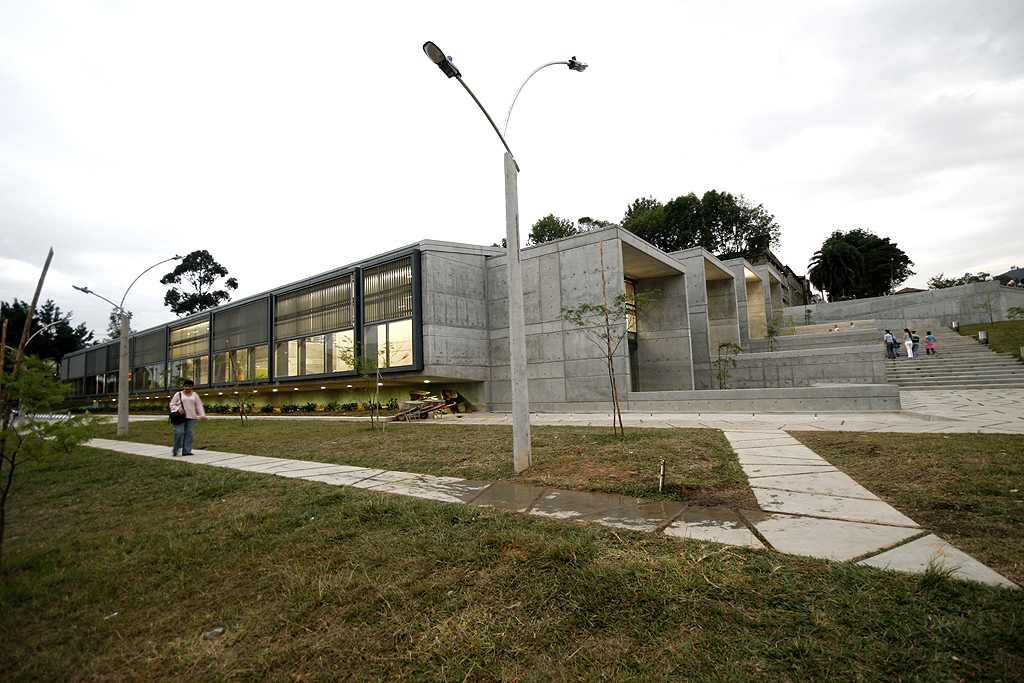
Aspecto exterior del Parque Biblioteca Presbítero José Luis Arroyave.

Parque biblioteca presbítero «José Luis Arroyave», San Javier; este parque biblioteca se denomina en honor al sacerdote antioqueño José Luís Arroyave Restrepo, reconocido por su defensa de los derechos humanos y su labor como benefactor en la comuna 13 San Javier.
La ubicación estratégica de este proyecto lo posiciona como la puerta de acceso a la comuna 13 San Javier y a la periferia de la zona 4 centro occidental de la ciudad. Está conectado a la estación final del Metro y al resto de la ciudad a través del Parque Lineal de la Quebrada la Hueso.
La propuesta ganadora articula su estrategia de intervención en dos segmentos. La primera acción se dirige a la calle San Juan, que es la principal vía de acceso y tiene una relevancia significativa para la conectividad del sector con la ciudad, donde se localiza la oficina de Intervenciones en Centros de Desarrollo Empresarial Zonal —CEDEZO—. La segunda acción se desarrolla en la parte más alta del terreno, bajo una gran cubierta, con cuatro «vagones» escalonados que se intercalan, generando patios interiores que proporcionan un equilibrio espacial. En este edificio se encuentran otros espacios como el auditorio, la biblioteca, los talleres de capacitación, la ludoteca, el salón de exposiciones y el café de lectura. Entre estas dos intervenciones se establece un espacio público que se configura como un parque, destinado a actividades recreativas y lúdicas del proyecto.
Tuvo una inversión de 15 653 millones de pesos y contó con donaciones de ISAGEN y ORBITEL. Su edificio tiene un área de 5632 m² (0,6 ha) y el espacio público un área de 9993 m² (1 ha). Fue diseñado por Javier Vera Londoño e inaugurado en diciembre de 2006.
Cuenta con los servicios de: CEDEZO, locales de incubadora de empresa, colección infantil y adultos, salas de lectura, salas de navegación virtual, 123 ordenadores, 5 talleres de capacitación, salas de estudio, auditorio de 236 asientos, sala de exposiciones, ludoteca, sala Mi Barrio, locales comerciales, canal de televisión comunitaria, cafetería, garaje público, áreas verdes y recreativas.

### Villahermosa

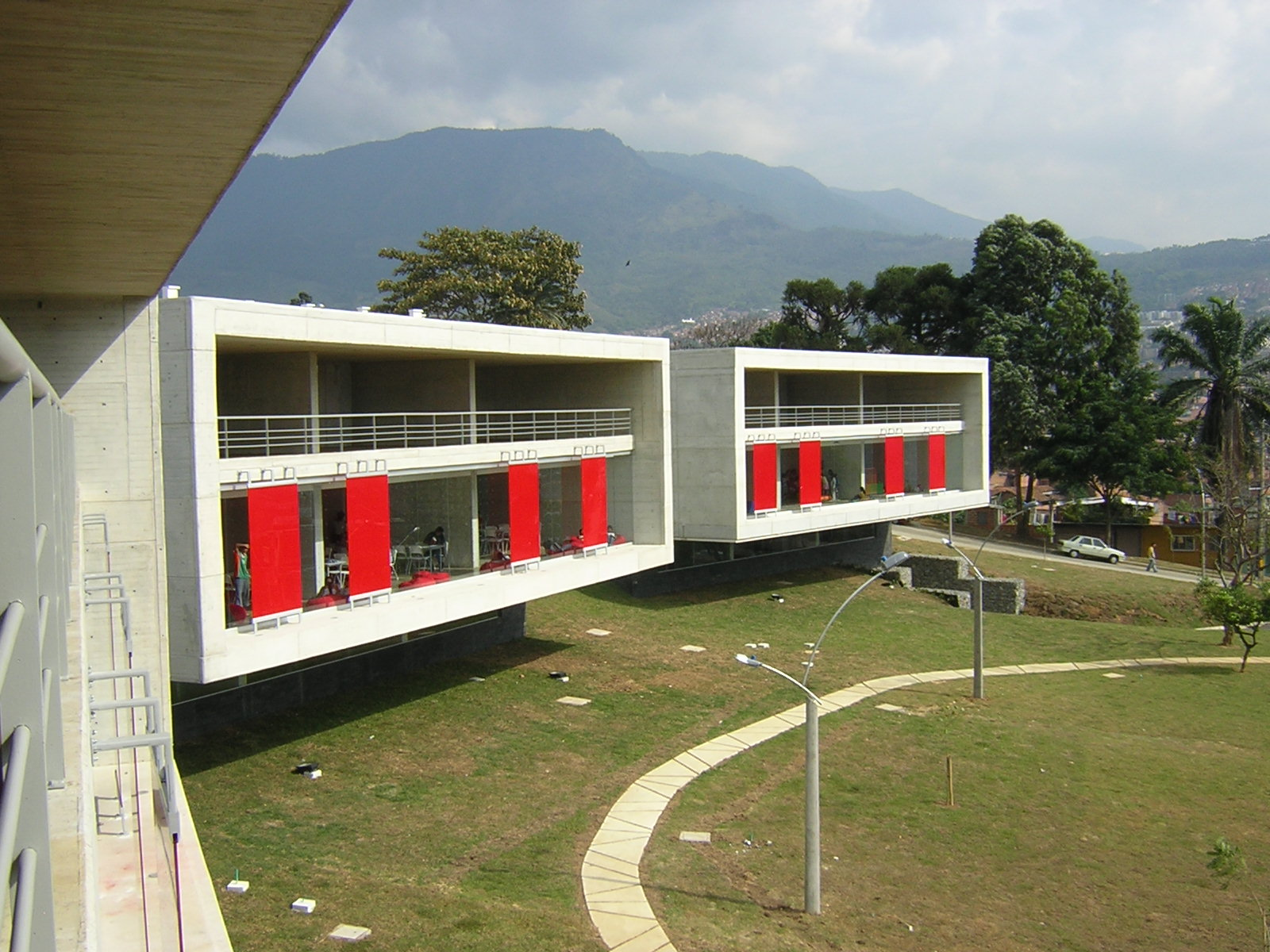
Aspecto exterior del Parque Biblioteca León de Greiff.

Parque Biblioteca León de Greiff, La Ladera; este parque biblioteca se denomina en honor al poeta y científico medellinense León de Greiff.
Este proyecto se presenta como el inicio de una propuesta de revitalización urbana en la comuna 8 Villahermosa, creando una oportunidad para entrelazar dos partes de la ciudad que han estado desconectadas por la existencia de áreas vacías y la falta de continuidad urbana. La propuesta tiene como objetivo fortalecer y mejorar las actividades deportivas, culturales y educativas que ya existen, además de proporcionar servicios básicos a las comunidades de estas áreas. Esta acción se encuentra acompañada de otros usos, como la vivienda y la seguridad pública. La propuesta ganadora establece como estrategia la disposición de tres volúmenes de dos niveles, conectados mediante una plataforma a doble altura, que se convierte en un vestíbulo de tránsito que organiza espacialmente cada uno de los volúmenes y los servicios del edificio. Este proyecto transforma las cubiertas en una extensión del espacio público del parque, permitiendo la realización de eventos que enriquecen las actividades culturales y recreativas del conjunto.
Tuvo una inversión de 11 133 millones de pesos y contó con donaciones de ISAGEN y UNE. Su edificio tiene un área de 3784 m² (0,4 ha)  y el espacio público un área de 17 288 m² (1,7 ha). Fue diseñado por Giancarlo Mazzanti e inaugurado en febrero de 2007.
Cuenta con los servicios de: CEDEZO, colección infantil y adultos, salas de lectura, salas de navegación virtual, 103 ordenadores, 6 talleres de capacitación, salas múltiples, auditorio de 149 asientos, sala de exposiciones, ludoteca, 20 sofás, sala Mi Barrio, locales comerciales, cafetería, áreas verdes y recreativas.

### Castilla
Parque Biblioteca Tomás Carrasquilla, La Quintana; este parque biblioteca se denomina en honor al escritor costumbrista antioqueño Tomás Carrasquilla.
Este proyecto propone, como estrategia de intervención, la creación de una nueva centralidad zonal que, situada en la cuenca de la quebrada La Quintana, articule los barrios que han estado separados por este accidente geográfico. La intervención en el espacio público refuerza la edificación del Parque lineal de la quebrada La Quintana, que ya ha sido objeto de intervenciones municipales en su parte inferior. Igualmente, se busca que la localización refuerce la centralidad barrial de Altamira y Kennedy, facilitando un trayecto peatonal en dirección nortesur y proyectando la ubicación de nuevos desarrollos a lo largo de la carrera 80, que representa un eje significativo para el futuro desarrollo de una línea del sistema de transporte público Metroplus.
El edificio, diseñado como una gran estructura que proporciona sombra, tiene la intención de integrar los sistemas naturales con la arquitectura, diluyendo así la edificación en el paisaje. Este proyecto se convierte en un umbral que conecta la ciudad con el parque, facilitado por una calle pública que ofrecerá espacios para el encuentro comunitario. Además, enlaza estas actividades públicas con la biblioteca, situada en un nivel inferior y que se establece como el núcleo central del proyecto, permitiendo descubrir la naturaleza del parque y experimentar el espíritu del lugar.
Tuvo una inversión de 15 695 millones de pesos y contó con donaciones de ISAGEN y EPM Comunicaciones. Su edificio tiene un área de 3703 m² (0,4 ha)  y el espacio público un área de 10 470 m² (1 ha). Fue diseñado por Ricardo la Rotta Caballero e inaugurado en marzo de 2007.
Cuenta con los servicios de: CEDEZO, colección infantil y adultos, salas de lectura, salas de navegación virtual, 88 ordenadores, 4 talleres de capacitación, ludoteca, 23 sofás, sala Mi Barrio, auditorio de 134 asientos, terraza de lectura, garaje público, locales comerciales, áreas verdes y recreativas.

### Popular

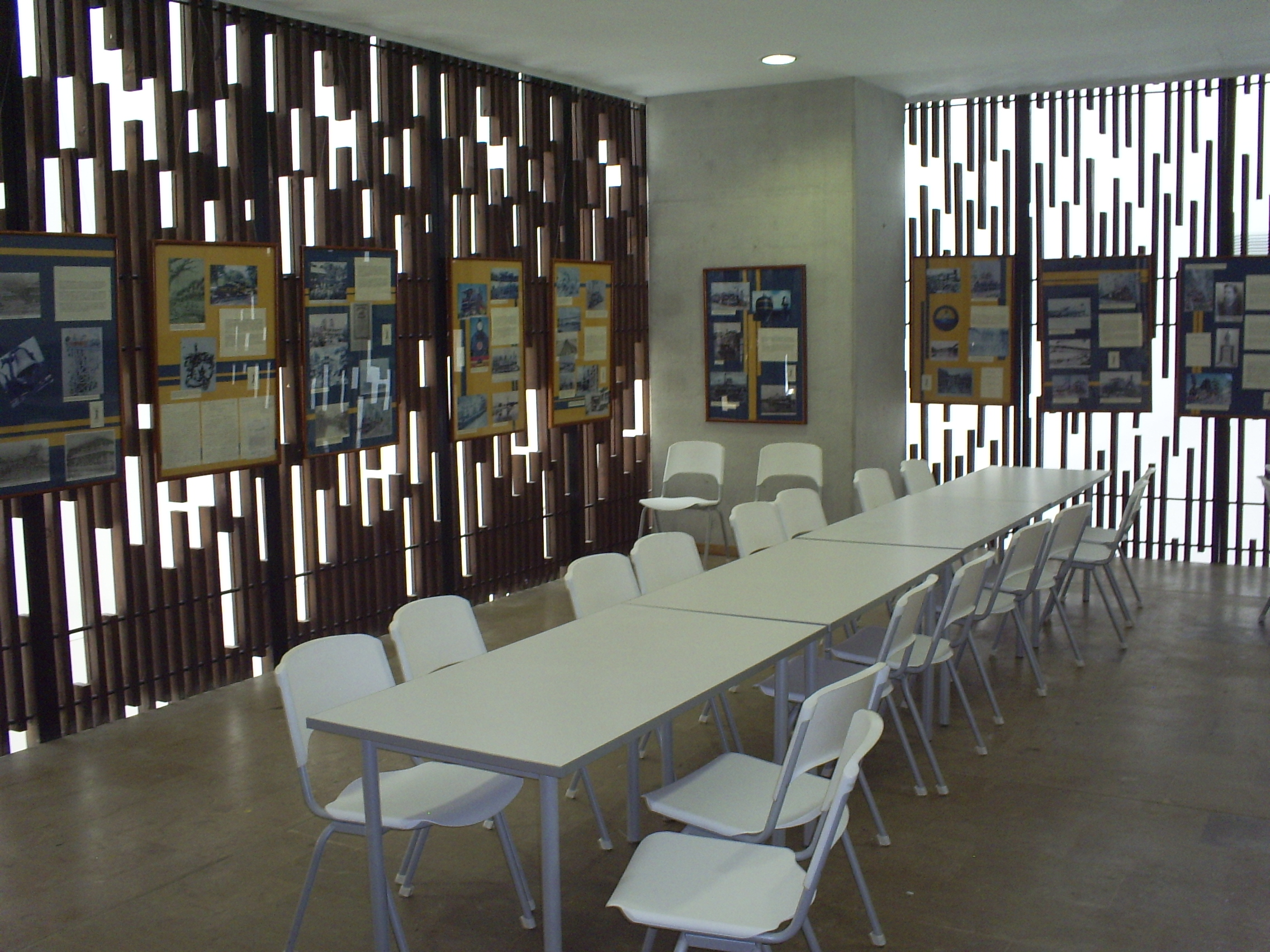
Aspecto interior del Parque Biblioteca Santo Domingo.

Parque biblioteca Santo Domingo Savio, Santo Domingo Savio; antes llamado Parque biblioteca España; como un reconocimiento a España y en agradecimiento por su cooperación en Medellín. Además, la biblioteca contó con el apoyo de la AECI para su auditorio y fue inaugurada por los Reyes de España.
Este proyecto, que se inscribe en el marco del Proyecto Urbano Integral —PUI— Nororiental Acciones con mi Barrio, se encuentra en la zona de influencia del sistema de transporte Metrocable. Constituye una oportunidad para ofrecer un espacio que favorezca la inclusión social, el encuentro, la convivencia y el acceso a la información, en un territorio que se ha desarrollado de manera informal y donde las intervenciones estatales han sido desarticuladas y poco efectivas. Este proyecto de parque biblioteca, que forma parte de un grupo de obras destinadas a mejorar el espacio público y los equipamientos, busca elevar las condiciones de vida en la zona. Localizado en el área de influencia de la estación Santo Domingo, este proyecto refuerza la centralidad barrial y zonal, además de promover la creación y mejora de espacios públicos. El parque biblioteca se encuentra en la parte superior del cerro Santo Domingo, aprovechando su función como mirador de la ciudad, y se inició con la recuperación del cerro y la mejora de las condiciones ambientales de la quebrada La Herrera.

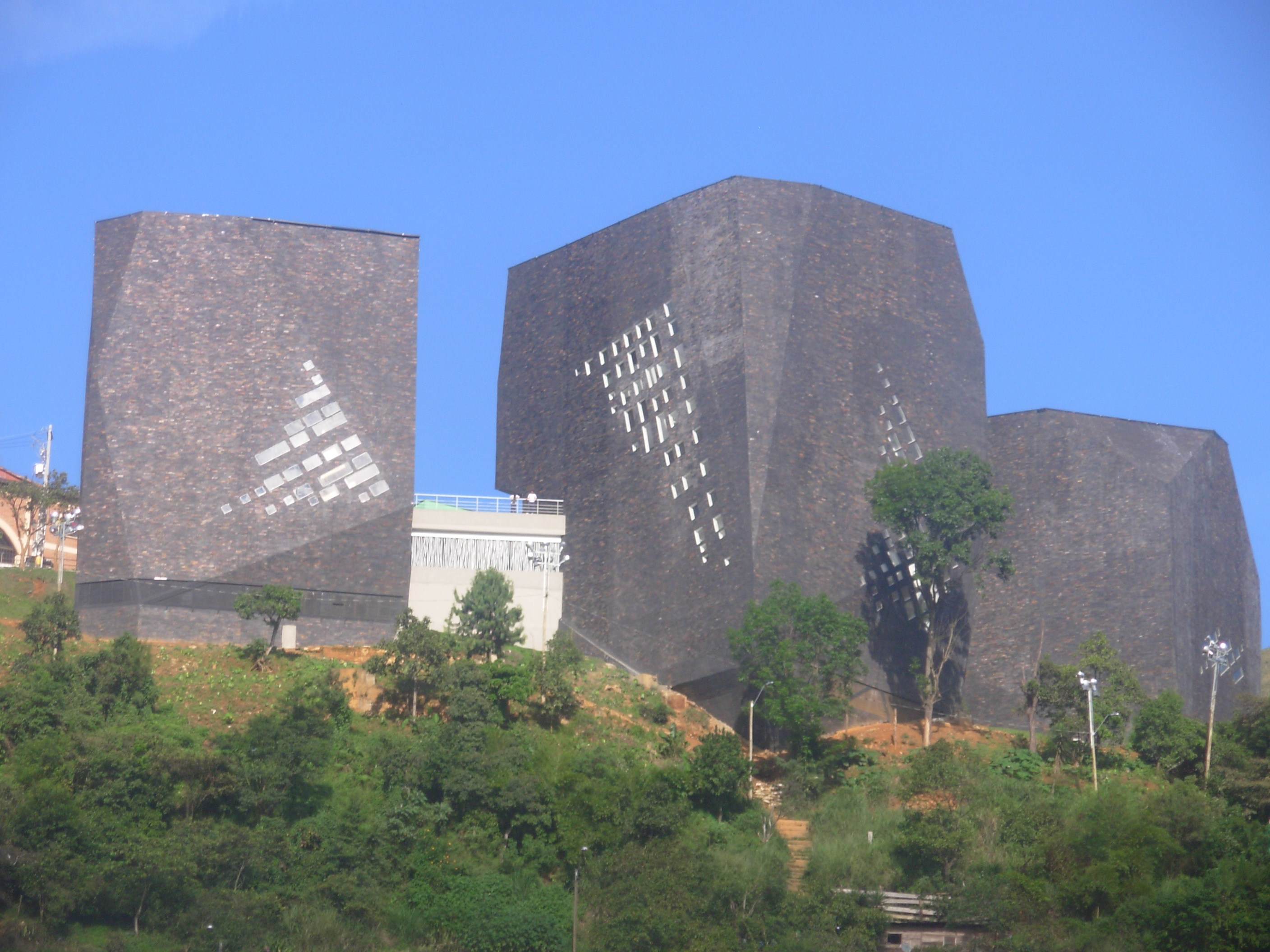
Aspecto exterior del Parque Biblioteca España.

La iniciativa ganadora presenta una estrategia de emplazamiento robusta, situando tres edificios o «cajas» sobre una plataforma de espacio público, que se convierten en un punto de referencia urbano no solo para el sector, sino para la ciudad en su conjunto. En cada una de estas «cajas» se desarrollan las funciones de la biblioteca, los servicios comunitarios y el auditorio, siempre interrelacionándose espacial y funcionalmente, a través del área inferior de la plataforma, que se convierte en un vestíbulo de paso que permite la promoción de actividades y eventos que complementan los que se realizan en cada estructura.
Tuvo una inversión de 15 152 millones de pesos y contó con donaciones de AECI, Movistar, Agencia Telefónica España e ISAGEN. Su edificio tiene un área de 3727 m² (0,4 ha)  y el espacio público un área de 14 265 m² (1,4 ha). Fue diseñado por Giancarlo Mazzanti e inaugurado en marzo de 2007.
Cuenta con los servicios de: Colección infantil y adultos, salas de lectura, salas de navegación virtual, 108 ordenadores, ludoteca, sala de exposiciones, sala Mi Barrio, talleres de capacitación, taller de expresión corporal, auditorio de 179 asientos, 20 sofás, locales, áreas verdes y recreativas.

### Belén

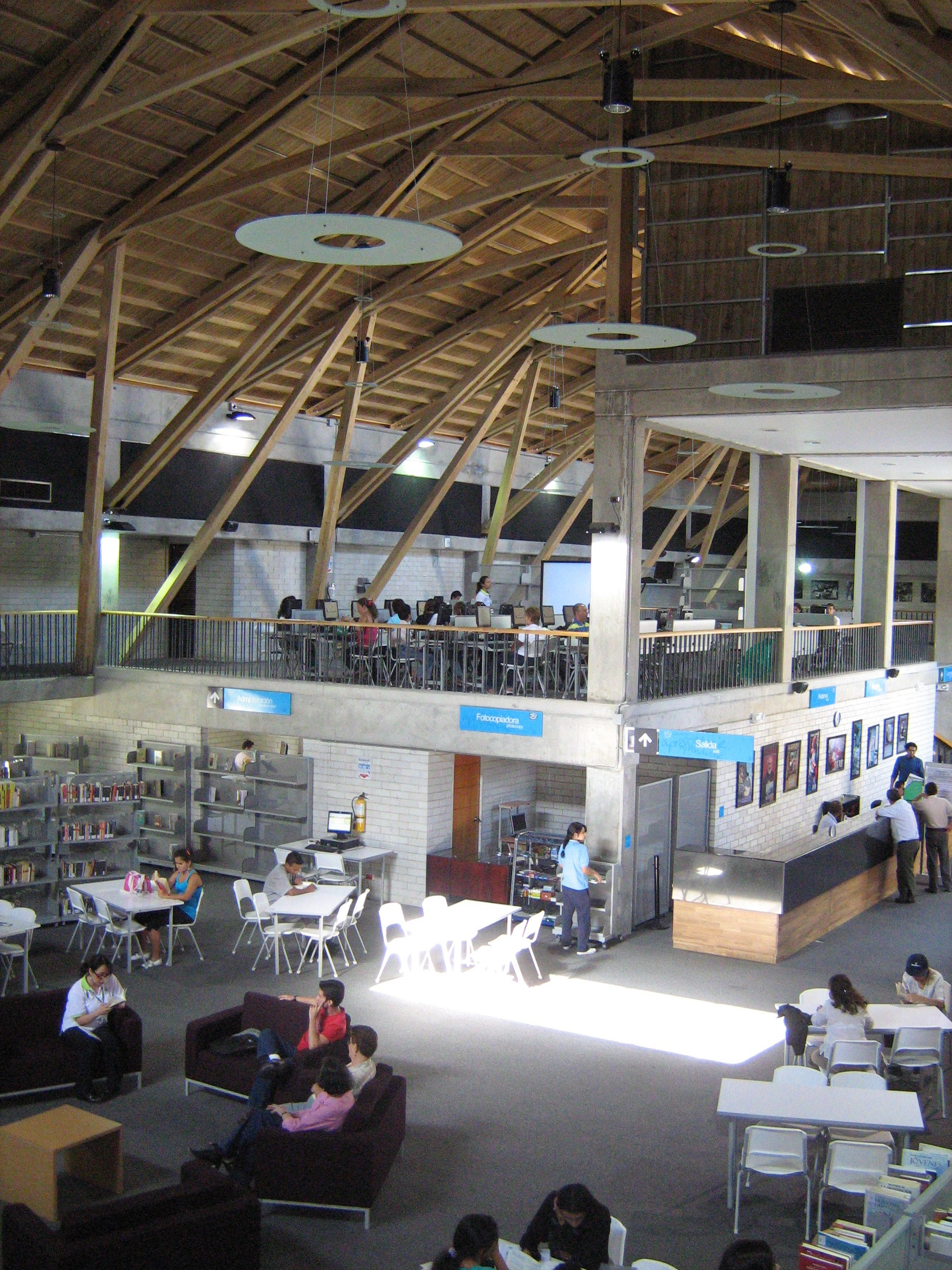
Aspecto interior del Parque Biblioteca Belén.

Parque biblioteca Belén, este parque biblioteca se denomina en honor a la comuna en la que se ubica. La inauguración del aeropuerto Olaya Herrera en 1931 fue de suma relevancia para el proceso de urbanización de la comuna 16 Belén. Igualmente, la apertura de la avenida 33 y la construcción de nuevos barrios como Santa Fe y Las Playas han hecho de esta zona una destacada comuna de clase media. En el siglo siglo XVII, Belén actuaba como un acceso principal a la ciudad desde el municipio de Heliconia, que se comunicaba con la urbe por el occidente.

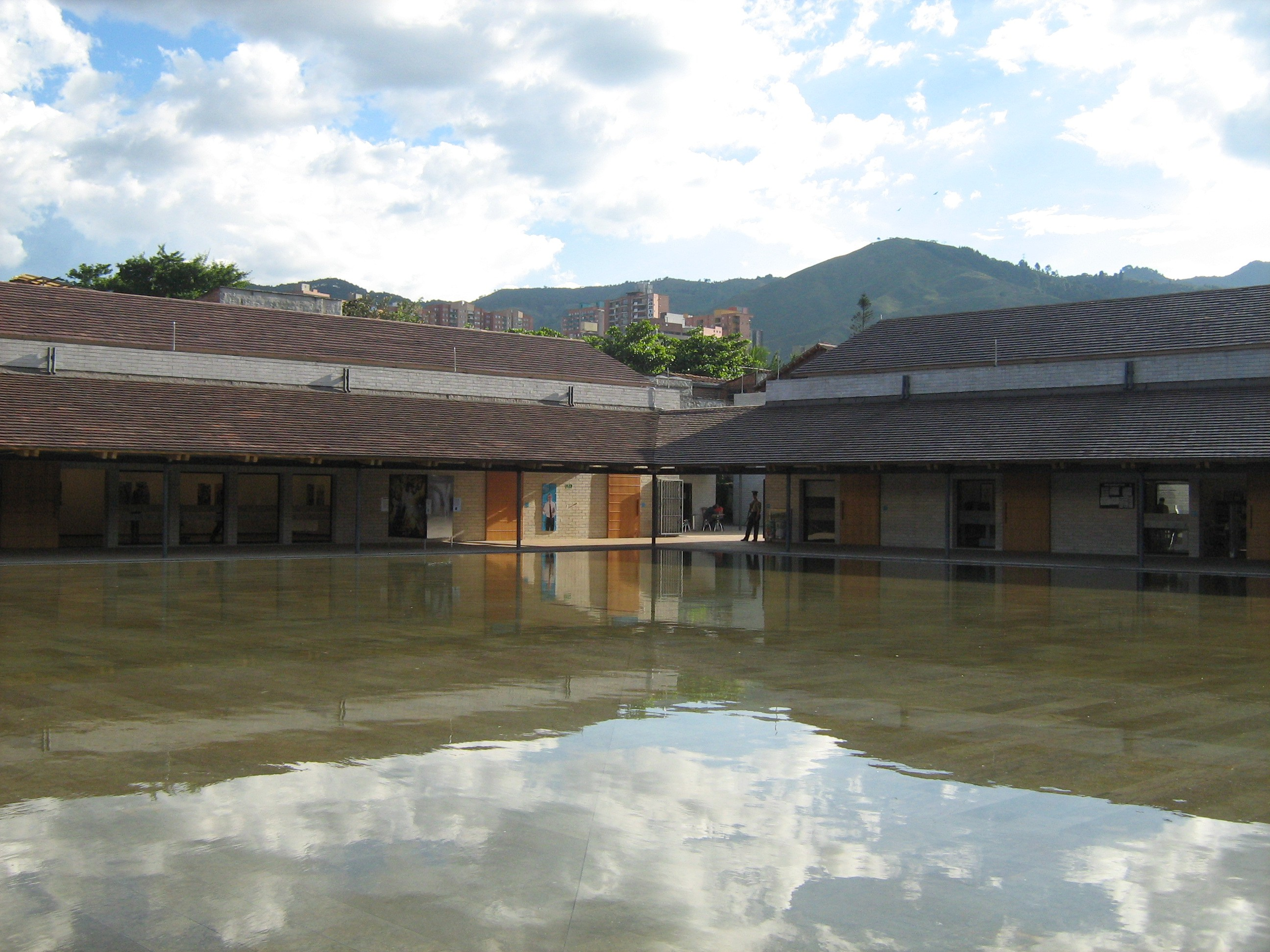
Plaza del agua del parque biblioteca Belén.

El parque biblioteca alberga un espacio central, conocido como Plaza del agua, que se propone como un lugar de meditación y silencio, organizando las actividades bibliotecarias en su cercanía. Los otros dos espacios son La Plaza de la gente, que dispone de áreas para actividades de servicio y apoyo comunitario, y la Plaza de los árboles, que proporciona un lugar para el descanso y el desarrollo de actividades organizadas por la Escuela de Música. El arquitecto Naito mencionó haber descubierto en la zona materiales excepcionales para el proyecto, resaltando la robustez del concreto y la calidad de la madera de pino pátula, que resulta ideal para la Plaza del Agua, invitando a la meditación.
Tuvo una inversión de 15 368 millones de pesos y contó con donaciones de ISAGEN, EPM Comunicaciones. Su edificio tiene un área de 5223 m² (0,5 ha)  y el espacio público un área de 9768 m² (1 ha). Fue diseñado por Hiroshi Naito y estudiantes de la Universidad de Toquio, Taller de Diseño Empresa de Desarrollo Urbano —EDU—. Fue inaugurado en diciembre de 2007.
Cuenta con los servicios de: CEDEZO, locales de incubadora de empresas, sala de la cultura japonesa, colecciones infantil y adultos, ludoteca, 6 talleres de capacitación, sala Mi Barrio, auditorio de 315 asientos, 98 ordenadores, sala de exposiciones, tres locales comerciales, Escuela de Música, dos cafeterías, garajes públicos, áreas verdes y recreativas.

## Impacto social
Los proyectos de parques bibliotecas han provocado reacciones diversas, tanto favorables como desfavorables, en relación con su impacto en la comunidad. Por lo tanto, antes de llegar a una conclusión sobre si un proyecto es beneficioso o perjudicial, es esencial revisar la información que se publica sobre cada uno. Durante esta revisión, se pueden descubrir, por ejemplo, críticas en términos fiscales que emergen justo después de que se difunda una noticia que resalta la transformación del territorio a consecuencia de la construcción de un parque.
En primer lugar, sobre los parques biblioteca, se pueden citar informes como el de la revista Semana, titulado Parques bibliotecas, en un mal momento. Este informe menciona que «11 años después de esa revolución, algunas de las bibliotecas pasan por un mal momento. Según un último reporte, de nueve hechas en las últimas administraciones, tres tienen problemas estructurales».
En esta misma línea, se pueden encontrar artículos como el del periódico El Colombiano, que discuten los problemas constructivos y legales que afectan a los parques biblioteca. Actualmente, la mitad de los parques biblioteca en Medellín enfrenta dificultades de diseño o construcción que limitan su funcionamiento. El caso más grave es el del parque biblioteca Santo Domingo Savio, localizado en el barrio Santo Domingo Savio n.º 1, que ha estado cerrado desde 2015 por un proceso de reparación y mantenimiento.
Alternativamente, el rastreo de noticias y diversos artículos demuestra que la política de parques biblioteca ha generado una revolución en la percepción de las bibliotecas. En este contexto, El Colombiano incluye, por ejemplo, la siguiente nota:
| «La concepción de que las bibliotecas son lugares sobrios en el que hay una mujer adulta que reprende a todo aquel que no haga silencio quedó en el baúl de los recuerdos. Ahora en estos lugares no solo se leen libros, pues están llenos de alegría, colores y participación ciudadana. De hecho, el punto de encuentro de algunos jóvenes ya no son las canchas o las esquinas del barrio, desde hace 10 años, que se inauguraron los cuatro primeros parques biblioteca de la ciudad, las imponentes edificaciones se volvieron un referente para los vecinos.». —Periódico El Colombiano. |

De manera similar, la cadena CNN reconoció en un reportaje que «Las bibliotecas no son solo para leer y tomar prestados libros: su impresionante arquitectura alberga salas de exposiciones, aulas y auditorios que albergan lecciones de lectura para niños y adultos, así como talleres sobre tecnología y robótica», destacando la transformación de Medellín, que pasó de ser llamada «metrallo» a convertirse en la ciudad de los parques biblioteca.
Por último, es pertinente resaltar que «Los Parques Biblioteca de Medellín tuvieron y tienen éxito porque resolvieron el desafío de unir a la ciudad y reconstruir la confianza mediante una solución que era únicamente local y que respondió a las necesidades de sus ciudadanos».

## Nuevos proyectos
Cinco nuevos Parques Biblioteca han sido construidos, que benefician alrededor de 784 mil personas por todos los puntos cardinales de la ciudad. Se suman al Sistema de Bibliotecas Públicas de Medellín y comenzaron a utilizarse a partir de 2011.
- Parque Biblioteca Las Estancias, Comunas 8 y 9, Centroriental
- Parque Biblioteca Guayabal, Comuna 15, Suroccidente
- Parque Biblioteca San Cristóbal, Corregimiento, Occidente
- Parque Biblioteca San Antonio de Prado, Corregimiento, Sur